# Tian’e
Der Kreis Tian’e (chinesisch 天峨县, Pinyin Tiān’é Xiàn; Zhuang Denhngoz Yen) ist ein Kreis der bezirksfreien Stadt Hechi im Autonomen Gebiet Guangxi der Zhuang-Nationalität in der Volksrepublik China. Er hat eine Fläche von 3.184 km² und zählt 164.000 Einwohner (Stand: 2018). Sein Hauptort ist die Großgemeinde Liupai (六排镇).

## Administrative Gliederung
Auf Gemeindeebene setzt sich der Kreis aus zwei Großgemeinden und sieben Gemeinden (davon eine der Yao) zusammen.